# Mount Meharry
Mount Meharry is de hoogste berg in West-Australië. De berg maakt deel uit van het Hamersleygebergte en wordt door de Aborigines de Wirlbiwirlbi genoemd. De 1.249 meter hoge berg ligt in het zuidoostelijke deel van het nationaal park Karijini.

## Geschiedenis
Bij aanvang van de Europese kolonisatie leefden de Pandjima Aborigines in de streek. Ze noemden de berg de Wirlbiwirlbi.
De eerste Europeanen die de berg ontdekten waren landmeter Trevor Markey en zijn team in 1967. De berg werd vernoemd naar William Thomas ('Tom') Meharry (1912-1967), hoofdlandmeter van West-Australië van 1959 tot 1967. Tom Meharry was degene die het landmetersteam uitzond en berekende dat Mount Meharry 1.249  hoog is, 15 meter hoger dan de 62 kilometer meer naar het noordwesten gelegen Mount Bruce, en dat Mount Meharry dus de hoogste berg van West-Australië is.
Na het overlijden van Meharry op 16 mei 1967, werd de berg op advies van het 'Nomenclature Advisory Committee' door minister van land, Stewart Bovell, op 15 september 1967, officieel naar Meharry vernoemd. In 1999 en 2002 lobbyde Gina Rinehart, bij respectievelijk het 'Geographic Names Committee' en bij toenmalig premier van West-Australië Geoff Gallop, om de berg naar haar vader, ijzerertsmagnaat Lang Hancock, te hernoemen. Dit werd telkens afgewezen.

## Geografie
Mount Meharry ligt in het Hamersleygebergte in het zuidoostelijke deel van het nationaal park Karijini in de regio Pilbara, 86 kilometer ten zuidzuidoosten van Wittenoom, 87 kilometer ten oostnoordoosten van Tom Price en 160 kilometer ten noordwesten van Newman.
De top van Mount Meharry kan bereikt worden vanaf de Great Northern Highway, via een 16 kilometer lange onverharde weg en een 21 kilometer lang karrenspoor. Men heeft de toestemming nodig van de beheerders van de gebieden waar de weg en het spoor doorlopen. Dit zijn de beheerders van het Juna Downs Station en van het Department of Parks and Wildlife voor het nationaal park Karijini. Bij droog weer kan de grens van het nationaal park bereikt worden met een tweewielaangedreven voertuig. Vervolgens dient men nog 7 kilometer te voet tot de top te wandelen.